# Irina Karpova
Irina Vladimirovna Naumenko, coniugata Karpova (in kazako Ирина Владимировна Науменко-Карпова?; Öskemen, 13 febbraio 1980), è un'ex multiplista kazaka.

## Biografia
Naumenko ha disputato le prime prove internazionali nel continente asiatico ancora diciassettenne, vincendo i Campionati asiatici juniores nel 1997 in Thailandia. Proprio nel continente asiatico è dove ha riscosso numerosi successi nelle competizioni, finendo spesso sul podio con la medaglia d'oro. A livello mondiale ha preso parte a diverse edizioni dei Mondiali e partecipato a quattro edizioni consecutive dei Giochi olimpici dal 2000 al 2012.
Naumenko è sposata al collega connazionale Dmitrij Karpov da cui ha avuto due bambini nel 2009 e nel 2010.

## Palmarès
| Anno | Manifestazione             | Sede        | Evento     | Risultato | Prestazione | Note                                     |
| ---- | -------------------------- | ----------- | ---------- | --------- | ----------- | ---------------------------------------- |
| 1997 | Campionati asiatici U20    | Bangkok     | Eptathlon  | Oro       | 5 099 p.    |                                          |
| 1998 | Mondiali U20               | Annecy      | Eptathlon  | 10ª       | 5 470 p.    |                                          |
| 1999 | Campionati asiatici U20    | Singapore   | Eptathlon  | Oro       | 5 557 p.    |                                          |
| 2000 | Campionati asiatici        | Giacarta    | Eptathlon  | Bronzo    | 5 937 p.    |                                          |
| 2000 | Giochi olimpici            | Sydney      | Eptathlon  | 21ª       | 5 634 p.    |                                          |
| 2002 | Campionati asiatici        | Colombo     | Eptathlon  | 5ª        | 5 520 p.    |                                          |
| 2003 | Mondiali                   | Saint-Denis | Eptathlon  | 15ª       | 5 971 p.    |                                          |
| 2003 | Campionati asiatici        | Manila      | Eptathlon  | Oro       | 5 845 p.    |                                          |
| 2003 | Giochi dell'Asia centrale  | Dušanbe     | 110 m hs   | Oro       | 14"30       |                                          |
| 2004 | Giochi olimpici            | Atene       | Eptathlon  | 22ª       | 6 000 p.    |                                          |
| 2005 | Mondiali                   | Helsinki    | Eptathlon  | 14ª       | 5 991 p.    |                                          |
| 2006 | Giochi asiatici            | Doha        | Eptathlon  | 5ª        | 4 696 p.    |                                          |
| 2007 | Campionati asiatici        | Amman       | Eptathlon  | Oro       | 5 617 p.    |                                          |
| 2007 | Mondiali                   | Osaka       | Eptathlon  | 24ª       | 5 848 p.    | Miglior prestazione personale stagionale |
| 2007 | Giochi asiatici indoor     | Macao       | Pentathlon | Oro       | 4 179 p.    |                                          |
| 2008 | Campionati asiatici indoor | Doha        | Pentathlon | Oro       | 4 235 p.    |                                          |
| 2008 | Giochi olimpici            | Pechino     | Eptathlon  | dnf       | dnf         |                                          |
| 2011 | Campionati asiatici        | Kōbe        | Eptathlon  | 8ª        | 5 033 p.    |                                          |
| 2012 | Campionati asiatici indoor | Hangzhou    | Pentathlon | Oro       | 4 050 p.    |                                          |
| 2012 | Giochi olimpici            | Londra      | Eptathlon  | 30ª       | 5 319 p.    |                                          |
| 2013 | Campionati asiatici        | Pune        | Eptathlon  | dnf       | dnf         |                                          |
| 2013 | Mondiali                   | Mosca       | Eptathlon  | dnf       | dnf         |                                          |
| 2014 | Campionati asiatici indoor | Hangzhou    | Pentathlon | Bronzo    | 3 951 p.    |                                          |